# Kjell Asplund
Kjell Asplund, född 1943, är en svensk läkare. Asplund var 2004–2008 generaldirektör för Socialstyrelsen, där han 2003–2004 var överdirektör. Innan dess var han bland annat professor i medicin vid Umeå universitet och överläkare vid Norrlands universitetssjukhus.
Asplund har en bakgrund som läkare, utbildad vid Uppsala universitet. Han disputerade 1972 i histologi på en avhandling om bildande och utsöndring av insulin hos foster och nyfödda. Han blev påföljande år docent i histologi samt 1981 docent i medicin vid Umeå universitet. 1994 utnämndes han till professor i medicin i Umeå.  Han blev 2023 jubeldoktor vid Uppsala universitet.
Asplunds kliniska forskning har huvudsakligen varit inriktad på diabetes, stroke och andra hjärt- och kärlsjukdomar. Inom dessa områden har han publicerat ett stort antal bidrag i svenska och internationella läroböcker. Asplund har bland annat varit ordförande för European Stroke Council och styrelseordförande för SBU (Statens beredning för medicinsk och social utvärdering) åren 1997–2002. Från 22 september 2003 till den 31 maj 2004 var han överdirektör och 1 juni 2004 till den 29 februari 2008 generaldirektör vid Socialstyrelsen. Han var 2010–2011 nationell cancersamordnare vid Socialdepartementet.
Asplund är sedan 2020 styrelseordförande vid Socialstyrelsen och vice ordförande i Cancerfondens styrelse. Han var under åren 2012–2019 ordförande för Statens medicinsk-etiska råd (Smer). Tidigare har han varit styrelseordförande for Statens Beredning för Medicinsk och Social Utvärdering SBU) och styrelseledamot vid bland annat Umeå universitet, Läkemedelsverket, Räddningsverket, Stiftelsen Stockholms Sjukhem och Karolinska Universitetssjukhuset. På uppdrag av Karolinska universitetssjukhuset genomförde Asplund 2016 en intern granskning av professor Paolo Macchiarinis luftstrupstransplantationer vid sjukhuset. Åren 2017–2019 ledde han en statlig utredning om komplementär och alternativ medicin. Han har också varit expert i andra statliga utredningar, bland annat om prioriteringar i sjukvården och i Bergwallkommissionen.
År 2021 publicerade Asplund sin uppmärksammade bok Fuskarna. I boken refererar och kommenterar han 19 skilda medicinska forskningsskandaler och uttalar, att det troligen finns många fler sådana skandaler, vilka dock ännu ej blivit avslöjade. Han har också publicerat minnen från sin tid som rödakorsläkare under Biafrakriget.
År 2025 publicerade Asplund boken Tankevirus : häxbränningar, Tiktoktics & andra psykiska epidemier. Boken beskriver fenomenet "smittsamt psykogent tillstånd" som inte finns i diagnosmanualer men som är väl etablerat. Fenomenet innebär att kroppsliga symtom som inte kan kopplas till en specifik orsak sprids i en grupp med epidemisk hastighet. Han går igenom olika exempel på psykogen smitta genom historien, allt från häxprocesserna i Sverige i slutet av 1600-talet till Coca-cola-epidemin i Belgien 1999 och upplevda andningssvårigheter hos Säpo-anställda i februari 2024. Han beskriver mekanismerna bakom fenomenet som han befarar kan öka i förekomst genom det ökande inflytande som sociala medier fått på många människor.